# 天成 (安慶緒)
天成（てんせい）は、燕の晋刺王安慶緒の治世に使用された元号。
757年 - 759年。

## 西暦・干支との対照表
| 天成 | 元年  | 2年   | 3年   |
| 西暦 | 757年 | 758年 | 759年 |
| 干支 | 丁酉  | 戊戌  | 己亥  |